# Żarnów (gmina)
Pour les articles homonymes, voir Żarnów.
Żarnów est une gmina (commune) rurale (gmina wiejska) du powiat d'Opoczno, dans la Voïvodie de Łódź, dans le centre de la Pologne.
Son siège administratif (chef-lieu) est le village de Żarnów, qui se situe environ 18 kilomètres au sud-ouest d'Opoczno (siège du powiat) et 77 kilomètres au sud-est de la capitale régionale Łódź (capitale de la voïvodie).
La gmina couvre une superficie de 140,7 km2 pour une population de 6 097 habitants en 2011.

## Géographie
La gmina inclut les villages et localités de :
- Adamów
- Afryka
- Antoniów
- Bronów
- Budków
- Chełsty
- Dąbie
- Dłużniewice
- Grębenice
- Jasion
- Kamieniec
- Klew
- Klew-Kolonia
- Ławki
- Łysa Góra
- Malenie
- Malków
- Marcinków
- Miedzna Murowana
- Młynek
- Myślibórz
- Nadole
- Niemojowice
- Niemojowice-Kolonia
- Nowa Góra
- Odrowąż
- Paszkowice
- Pilichowice
- Poręba
- Ruszenice
- Ruszenice-Kolonia
- Siedlów
- Sielec
- Skórkowice
- Skumros
- Soczówki
- Straszowa Wola
- Tomaszów
- Topolice
- Trojanowice
- Widuch
- Wierzchowisko
- Żarnów
- Zdyszewice

### Gminy voisines
La gmina de Żarnów est voisine des gminy suivantes :
- Aleksandrów
- Białaczów
- Fałków
- Końskie
- Paradyż
- Ruda Maleniecka

## Administration
De 1975 à 1998, le village était attaché administrativement à l'ancienne voïvodie de Piotrków.

Depuis 1999, il fait partie de la nouvelle voïvodie de Łódź.

## Structure du terrain
D'après les données de 2007, la superficie de la commune de Żarnów est de 140,7 kilomètres carrés, répartis comme telle :
- terres agricoles : 70 %
- forêts : 22 %

La commune représente 13,56 % de la superficie du powiat.

## Démographie
Données du 31 décembre 2007 :
| Description        | Total  | Total | Femmes | Femmes | Hommes | Hommes |
| ------------------ | ------ | ----- | ------ | ------ | ------ | ------ |
| Unité              | Nombre | %     | Nombre | %      | Nombre | %      |
| Population         | 6 181  | 100   | 3 089  | 50,0   | 3 092  | 50,0   |
| Densité (hab./km²) | 44     | 44    | 22     | 22     | 22     | 22     |